# 20 ans : Eddy Mitchell Olympia
Pour les articles homonymes, voir Vingt ans (homonymie).
Albums de Eddy Mitchell
Happy Birthday
(1980) Le Cimetière des éléphants
(1982)
20 ans : Eddy Mitchell Olympia est le quatrième album live d'Eddy Mitchell enregistré à l'Olympia de Paris et sorti en 1981. L'album est réédité en 1994 sous le titre de Olympia 80.

## Liste des titres
| 1.  | Les Sept Mercenaires           |  |
| 2.  | Happy Birthday Rock'n'Roll     |  |
| 3.  | À crédit et en stéréo          |  |
| 4.  | Tu peux préparer le café noir  |  |
| 5.  | Comment ça fait ?              |  |
| 6.  | Y'a rien qui remplace un amour |  |
| 7.  | Je vais craquer bientôt        |  |
| 8.  | Sur la route de Memphis        |  |
| 9.  | Bye Bye Johnny B. Goode        |  |
| 10. | Faut pas avoir le blues        |  |
| 11. | Il ne rentre pas ce soir       |  |
| 12. | La Fille du motel              |  |

| 13. | C'est un piège                                                         |  |
| 14. | Noël blanc                                                             |  |
| 15. | J'vous dérange                                                         |  |
| 16. | Couleur menthe à l'eau                                                 |  |
| 17. | Pas de boogie woogie                                                   |  |
| 18. | Medley (Alice/Toujours un coin qui me rappelle/C'est la vie mon chéri) |  |
| 19. | La dernière Séance                                                     |  |
| 20. | C'est un rocker                                                        |  |
| 21. | Et la voix d'Elvis                                                     |  |
| 22. | Medley : Be-Bop-A-Lula / C.C. Rider / Blue Suede Shoes                 |  |
| 23. | Les Sept Mercenaires                                                   |  |